# ألبرتو كاستيو
ألبرتو كاستيو (بالإسبانية: Alberto Castillo) هو مغني وطبيب التوليد والنساء وممثل أرجنتيني، ولد في 7 ديسمبر 1914 ببوينس آيرس في الأرجنتين، وتوفي بنفس المكان في 23 يوليو 2002.

## وصلات خارجية
- ألبرتو كاستيو على موقع IMDb (الإنجليزية)
- ألبرتو كاستيو على موقع ميوزك برينز (الإنجليزية)
- ألبرتو كاستيو على موقع ديسكوغز (الإنجليزية)
- ألبرتو كاستيو على موقع ديسكوغز (الإنجليزية)
- ألبرتو كاستيو على موقع قاعدة بيانات الفيلم (الإنجليزية)